# Maria Fijewska-Dobrzyńska

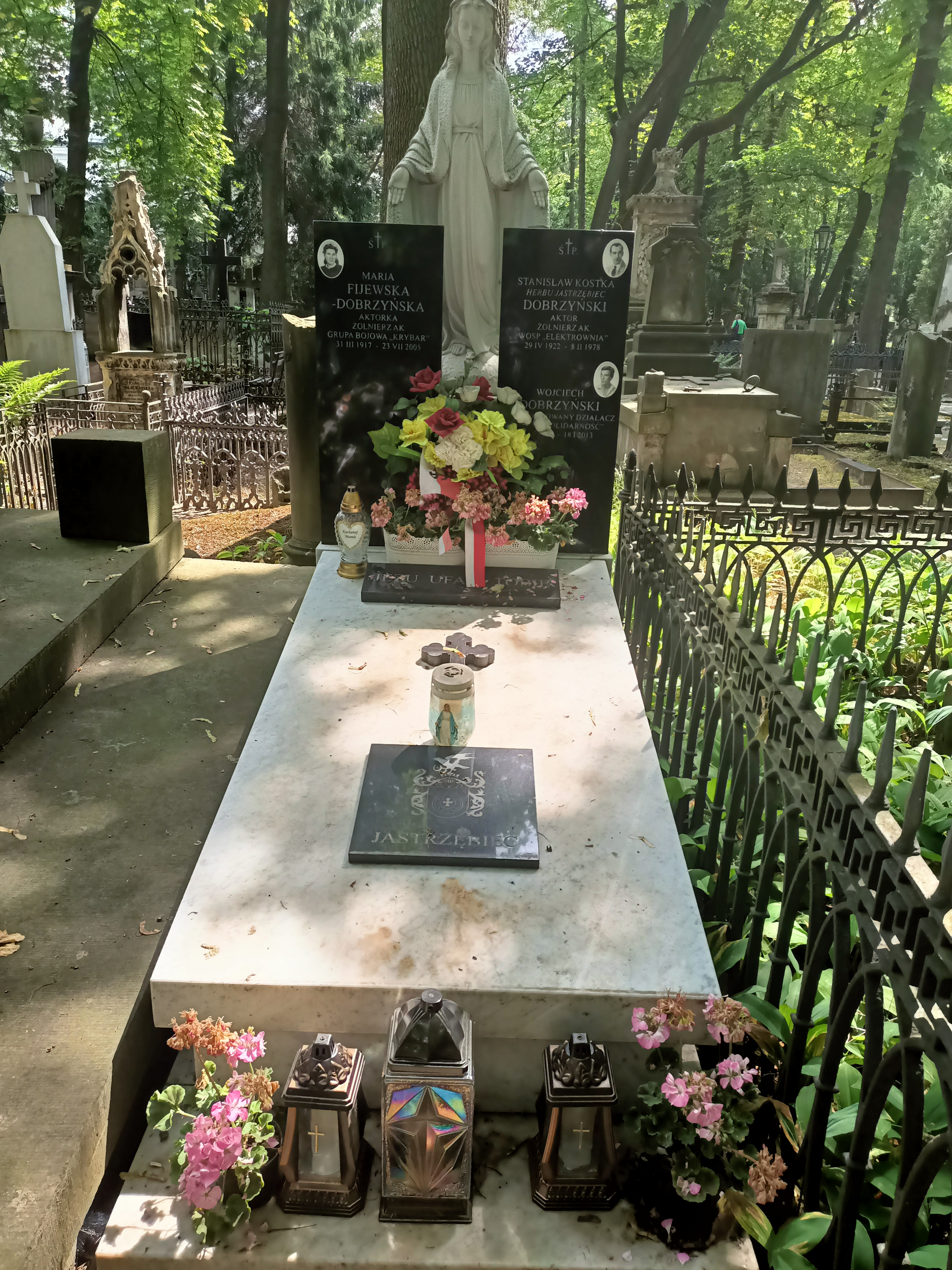
Grób Marii Fijewskiej Dobrzyńskiej na cmentarzu Powązkowskim

Maria Fijewska-Dobrzyńska (ur. 31 marca 1917 w Warszawie, zm. 23 lipca 2005 tamże) – polska aktorka – lalkarz.

## Życiorys
Urodziła się w rodzinie Wacława Fijewskiego (malarza pokojowego) i Marianny z Lubańskich. Miała dziewięcioro rodzeństwa, z których troje wybrało drogę artystyczną: Tadeusz, Barbara i Włodzimierz.
Uczestniczka powstania warszawskiego na Powiślu, łączniczka AK ps. „Mary” w Grupie Bojowej „Krybar” – III zgrupowanie „Konrad”, odznaczona za walkę zbrojną z Niemcami w latach 1939–1945.
W 1961 otrzymała Nagrodę Dyrekcji Teatru Lalka w Warszawie za rolę Pietrka w sztuce Tygrysek Pietrek. Była członkiem zwyczajnym Związku Artystów Scen Polskich w Warszawie.
Żona aktora Stanisława Kostki Dobrzyńskiego h. Jastrzębiec (1922–1978), z którym miała córkę Barbarę, aktorkę, i syna Wojciecha (1956–2013).
Zmarła w Warszawie, pochowana 29 lipca 2005 w grobie rodzinnym na cmentarzu Bródnowskim (kwatera 28G-2-3).

## Praca artystyczna
- 1932–1939 – Teatr Polski w Warszawie
- 1945–1948 – Teatr Lalek RTPD „Baj”
- 1948–1954 – Teatr Lalki i Aktora „Guliwer”
- 1954–1957 – Teatr „Guliwer”
- 1958–1978 – Teatr „Lalka”

## Role teatralne (wybór)
- 1946 – „Dwa Michały i świat cały”, reż. S. Baczyński
- 1948 – „Korsarze”, reż. I. Sowicka
- 1950 – „Trzy pomarańcze”, reż. I. Sowicka
- 1958 – „O Zwyrtale muzykancie”, reż. J. Wilkowski
- 1971 – „Od Warszawy do Krakowa”, reż. J. Całkowa
- 1978 – Ernest Bryll, „Śłownik”, reż. J. Całkowa

## Ordery i odznaczenia
- Order Krzyża Grunwaldu (1960)
- Krzyż Kawalerski Orderu Odrodzenia Polski (1978)
- Srebrny Krzyż Zasługi (1970)
- Medal 30-lecia Polski Ludowej
- Medal Zwycięstwa i Wolności 1945 (1957)
- Medal 10-lecia Polski Ludowej (19 stycznia 1955)[7]